# Souchez

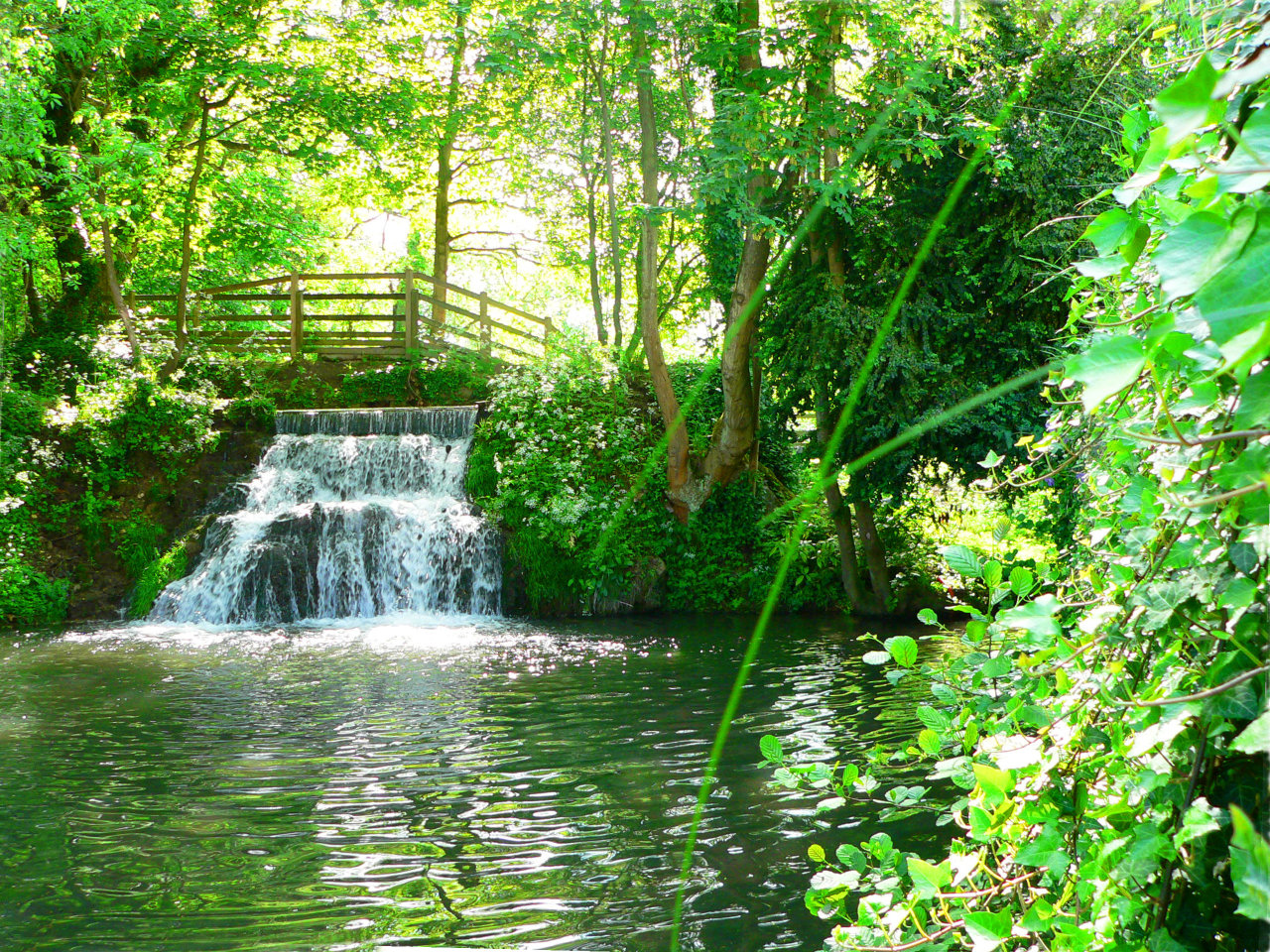
Sông Souchez

Souchez là một xã ở tỉnh Pas-de-Calais, vùng Hauts-de-France của Pháp.

## Địa lý
Souchez tọa lạc 8 dặm (12,9 km) phía bắc Arras, tại giao lộ của các tuyến đường D937, D57 và D58 Sông Souchez, một nhánh nhỏ của sông Deûle, chảy qua thị trấn.

## Dân số
| 1962                                                         | 1968 | 1975 | 1982 | 1990 | 1999 | 2006 |
| ------------------------------------------------------------ | ---- | ---- | ---- | ---- | ---- | ---- |
| 1652                                                         | 1800 | 1862 | 1872 | 2031 | 2176 | 2337 |
| Số liệu điều tra dân số từ năm 1962: Dân số không tính trùng |      |      |      |      |      |      |